# Durch
durch is een compositie van de van oorsprong Franse componist Mark Andre. Zijn muzikale loopbaan speelt zich voornamelijk in Duitsland af. Gedurende de jaren schreef hij zijn composities met een kleine letter en hadden zij vaak alleen voorzetsel als titel (...in..., ...zu...)
Durch is geschreven voor een trio bestaande uit sopraansaxofoon, slagwerk en piano. Andre schreef altijd exact uit, hoe hij wilde dat zijn compositie gespeeld moet worden en de partituur verried ook hier zijn hand. Ze staat vol lijntjes en pijltjes tussen het notenschrift, dat als het ware verzinkt in een enorm vel papier. Met notenschrift wordt hier bedoeld de notering die Andre voerde. Aangezien dit werk het niet moet hebben van melodielijnen is de bekende notenbalk achterwege gebleven; de compositie is uitgeschreven op ruitjespapier. Voorschrift is tevens dat de saxofonist tussen de piano en de diverse percussieinstrumenten moet staan. De afstand daartussen mag niet al te groot zijn, de lucht in trilling gebracht door de blazer moet tevens de pianoklankkast en de percussie-instrumenten tot resonantieklanken brengen.
Het muziekstuk wordt gespeeld zonder melodie, akkoord, technische loopjes, maat, ritme. Ook de kwestie van tonaliteit/atonaliteit komt niet ter sprake. Het enige dat van belang lijkt in dit werk is dat het vooruit (of desnoods achteruit, er is geen richting naar een oplossing) gaat en dat de beweging als het ware eeuwig kan blijven voortbestaan. Dat Andre geen middel schuwt blijkt uit het feit dat in de partituur driemaal een astmatische zucht met toenemende intensiteit is voorgeschreven. Het werk klinkt als een soort musique concrète.
Het werk is geschreven in opdracht van de WDR en ging op 24 april 2005 te Witten in première door het Trio Accanto, dat het werk op 17 april 2006 in Keulen opnam voor het Oostenrijkse platenlabel Kairos.